# 烏山村
烏山村是浙江省湖州市吳興區八裡店鎮下辖的一个行政村，位於湖州東大門，318國道、吳興大道貫穿我村，南起長湖申航線，北止西山漾景區。全村共有村民小組10個，總戶數320戶，總人口1231人，地域面積5.5平方公裏。2007年全村可支配收入460萬元，村民人均收入8643元。 

## 外部連結
- 吳興區八裡店鎮烏山村[永久]